# Пропорція Редфілда
Пропорція (рівняння) Редфілда визначає, що співвідношення атомів найважливіших елементів у біосфері має наступний вигляд:
C: N: P = 106 : 16 : 1.
Це співвідношення виведено в 1958 р. А. Редфілдом (англ. Alfred Redfield) і добре відповідає, головним чином, планктонним біоценозам: «Одним з результатів тривалої діяльності організмів є порівнянність відносини N: P в навколишньому середовищі і в організмах». Локальні відхилення від цих співвідношень виявляються досить чутливими для екосистем, але згладжуються діяльністю біосфери в цілому.
Фотосинтез визначається реакцією
СО2 + Н2О = СН20 + О2,
де СН2О — символ органічного вуглецю, більш точно відбиваного рівнянням Редфілда (СН2О)106(NH3)16(H3PO4)1. Цей склад біомаси відповідає морському фітопланктону, для бактерій співвідношення С: Р набагато ширше і досягає 30.
Останні дослідження «спростували один з принципів океанології, що раніше вважався основоположним», йдеться в повідомленні представників Каліфорнійського університету в Ірвайні. Планктон на поверхні морів в теплих районах містить значно більше вуглецю, ніж вважалося можливим, пишуть Адам Мартіні і його колеги в спеціалізованому виданні «Nature Geoscience». За їхніми даними, результати аналізу проб планктону, відібраних в різних зонах світового океану, вказують на можливість істотно більшого вмісту вуглецю в планктоні.
У ході 7 експедицій дослідниками був проведений відбір проб, зокрема, в холодному Беринговому морі, в Північній Атлантиці біля берегів Данії і в теплому Карибському басейні. У жарких областях, багатих поживними речовинами, співвідношення вуглецю, азоту і фосфору часом становило приблизно 195/28/1, в більш прохолодних — навпроти, наближалося до 78/13/1. «Ми можемо з упевненістю констатувати, що співвідношення поживних речовин в планктоні не є постійною величиною, і тим самим довести неспроможність давньої основної океанологічної теорії», — стверджують Мартіні і його колеги.

## Ресурси Інтернету
- Парниковый газ: Объем поглощения планктоном двуокиси углерода сильно варьируется[недоступне посилання з липня 2019]
- Заварзин Г. А. Развитие микробных сообществ в истории Земли // Проблемы доантропогенной эволюции биосферы. — М.: Наука, 1993. — С. 212–222.

## Виноски
1. ↑   Маргалеф Р. Облик биосферы. — М.: Наука, 1992. — 214 с.